# Manuel de Sanremo sur le droit international applicable aux conflits armés en mer
Le manuel de Sanremo sur le droit international applicable aux conflits armés en mer a été adopté en juin 1994 par l’Institut international de droit humanitaire, basé à Sanremo après une série de discussions (1988-1994) entre diplomates et experts légaux et de la marine. Il s'agit du « seul instrument international complet qui a été écrit sur le droit des conflits en mer depuis 1913 ».
Le manuel est un document légalement reconnu mais n'est pas contraignant. Il s'agit d'une codification du droit international coutumier (qui est, pour sa part contraignant), d'une intégration des standards légaux existant pour les conflits en mer avec les Conventions de Genève de 1949 et du Ier protocole additionnel aux Conventions de Genève de 1977.

## Historique

### Préparation duManuel de Sanremo
Le Manuel de Sanremo sur le droit international applicable aux conflits armés sur mer, adopté le 12 juin 1994 à Livourne (Italie) à l'initiative de l'Institut de droit international, après six ans de délibérations, peut être considéré comme une édition modernisée du Manuel d'Oxford de 1913. Il contient 183 paragraphes et, par rapport à son prédécesseur, a été élargi pour inclure les bases juridiques qui ont été décidées après 1913. C'est notamment le cas des Conventions de Genève dans leurs versions de 1949 et de leurs protocoles additionnels de 1977.

## Sources